# Nándor
Nándor ist ein ungarischer männlicher Vorname.

## Herkunft und Bedeutung
Ursprünglich ein ungarisches Wort, das sich auf entlang der Donau lebende Bulgaren bezog, wird Nándor seit dem 19. Jahrhundert als ungarische Kurzform von Ferdinand benutzt.

## Namensträger
- Nándor Balázs (1926–2003), ungarisch-US-amerikanischer Physiker
- Nándor Bernolák (1880–1951), ungarischer Jurist und Politiker
- Nándor Bosák (* 1939), ungarischer Geistlicher, Bischof von Debrecen-Nyíregyháza
- Nándor Csóka (* 1996), ungarischer Boxer
- Nándor Dáni (1871–1949), ungarischer Leichtathlet
- Nándor Deák (1883–1947), rumänisch-ungarischer Maler
- Nándor Fazekas (* 1976), ungarischer Handballtorwart
- Nándor Hidegkuti (1922–2002), ungarischer Fußballspieler und -trainer
- Nándor Horánszky (1838–1902), ungarischer Anwalt, Politiker
- Nándor Knauz (1831–1898), ungarischer römisch-katholischer Geistlicher und Historiker
- Nándor Láng (auch Ferdinand Láng; 1871–1952), ungarischer Archäologe, Historiker und Klassischer Philologe
- Nándor Orbán (1910–1981), ungarischer Moderner Fünfkämpfer
- Nándor Szenkár (1857–1927), ungarischer Komponist und Kapellmeister